# Moses Kotane Local Municipality
Moses Kotane (englisch Moses Kotane Local Municipality) ist eine Lokalgemeinde im Distrikt Bojanala Platinum in der südafrikanischen Provinz Nordwest. Der Sitz der Gemeinde befindet sich Mogwase. Bürgermeister ist Ralesole Diale.
Die Gemeinde ist benannt nach dem Anti-Apartheid-Kämpfer Moses Kotane.

## Städte und Orte
- Madikwe
- Mankwe
- Mogwase
- Sun City

## Bevölkerung
Im Jahr 2011 hatte die Gemeinde 242.554 Einwohner in 75.193 Haushalten auf einer Gesamtfläche von 5719,08 km². Davon waren 98,3 % schwarz, 0,8 % weiß und 0,5 % Inder bzw. Asiaten. Erstsprache war zu 80,5 % Setswana, zu 4 % isiZulu, zu 3,3 % isiXhosa, zu 2,9 % Englisch, zu 1,5 % Sesotho, zu jeweils 1,2 % isiNdebele und Xitsonga, zu 1,1 % Sepedi und zu 0,8 % Afrikaans.